# Półwysep Gowiena
Półwysep Gowiena (ros. полуостров Говена) – półwysep w azjatyckiej części Rosji, w Kraju Kamczackim.
Leży nad Morzem Beringa, pomiędzy zatokami Korfską i Olutorską, na południowym krańcu leży Przylądek Gowiena; długość około 90 km; powierzchnia górzysta, leży na nim częściowo jedno z pasm Gór Koriackich (Pyłginskij chriebiet), wysokość do 1116 m n.p.m.
Dużą część półwyspu zajmuje Rezerwat Koriacki.